# クプヤンシクの戦い
クプヤンシクの戦い（クプヤンシクのたたかい）は、2022年9月8日に始まったウクライナの東部反攻における三番目の戦いであり、同年9月16日に終結した。フィナンシャル・タイムズの9月28日付の記事では、この戦闘を「ウクライナの戦争の進路を変えた90キロメートルの旅」と表現した。

## 背景
クプヤンシク（クピャンスク）は2022年2月27日から同年9月10日までロシア軍に占領されていた。ウクライナ陸軍が三日前にロシアの進軍を遅らせるために鉄道橋を爆破したが、親ロシア派政党「野党プラットフォーム ― 生活党」の党員でクプヤンシク市長のヘンナジー・マツェホラは、戦闘行為の停止と引き換えにロシア軍に都市を明け渡すことに同意した。その結果、ウクライナ政府は翌日にマツェホラを反逆罪で起訴した。その後、クプヤンシクは、ロシアが支援するハルキウ軍民当局の事実上の本拠地となった。

## 戦闘
戦闘に先立ち、ウクライナ軍参謀本部は、9月5日のクプヤンシクのロシア軍基地への攻撃で、ロシア兵100人以上が死傷したと主張した。
2022年9月8日、わずか数日で20超の集落を制圧したウクライナの大規模反攻を受けて、クプヤンシクのロシア占領当局は、ロシア軍が同市の防衛を始めたと主張した。クラーケン連隊のウクライナ兵は9月9日にクプヤンシク郊外に入り、翌朝までに市議会の建物を奪還した。戦闘により、市中心部の大半が損傷を受けた。その日の午後、ウクライナ当局はクプヤンシクが解放されたと発表した。
ウクライナのクプヤンシク奪還を受けて、マツェホラの後任の親ロシア派市長マキシム・グビンはロシアに逃亡した。
ロシア軍はオスキル川東岸のクプヤンシク＝ヴズロヴィイ町に退却し、撤退中に街への連絡橋を破壊した。隣接都市をめぐる戦闘中に、ロシア軍はクプヤンシクの地元の食肉工場を爆撃し、約1000頭の豚を殺した。ウクライナ軍は9月16日に同地を奪還した。戦闘の直後、ロシア兵の遺体がクプヤンシクとクプヤンシク＝ヴズロヴィイの両方に散乱していた。

## 余波
ウクライナによるクプヤンシクの解放後、ロシア軍は同市への砲撃を始めた。9月13日にクプヤンシクへの最初の攻撃があり、民間人2人が死亡した。翌日、空爆で1人が負傷した。9月18日、クプヤンシクで砲撃により5人が負傷した。二日後、同市へのロシア軍の砲撃で民間人2人が死亡、5人が負傷した。9月22日、砲撃で女性1人と子供2人が負傷した。9月27日、ロシアがクプヤンシクの教会を攻撃し、民間人5人が負傷した。
10月3日、ロシア軍はクプヤンシクの病院を砲撃し、医師1人が死亡、看護師1人が負傷した。10月5日には空爆で女性1人が負傷した。
9月26日、ロシア軍はクプヤンシク付近のクリリフカ村とピシチャネ村から逃れてきた民間人の車列を砲撃し、民間人26人を殺害した。また、市内のロシアの行政センターで拷問の痕跡が発見された。